# 申㴐
申㴐（1438年—1467年5月22日），一作申沔，是朝鮮王朝時期的一位文臣與軍人。他是申叔舟的次子，本貫高靈申氏。
最初因為父親的緣故，蔭授行副丞。1455年，朝鮮世祖篡奪王位後，封左翼原從功臣三等。1458年，舉為都染署令、宗簿寺少尹。當時其父申叔舟擔任咸吉道都體察使，策劃攻打女真，世祖遣申㴐前去慰問。1461年，授司憲府掌令。1463年，擔任右副承旨知工曹事。1464年，升右承旨。1465年，與上黨府院君韓明澮、兵曹判書尹子雲、參判宋文琳、清城君韓終孫、行護軍南軼一起擔任武舉參試官，命武舉人等先射侯、次騎射，最終錄取金繼貞等二十八人。同年，升都承旨。1466年，楊山君楊汀勸告世祖禪位給世子，世祖怒而囚之，申㴐與義禁府判事尹子雲等人勸世祖將楊汀治罪，最終楊汀被處死。
1467年，申㴐取代吳凝，擔任咸吉道觀察使。上任不久後，便發生了李施愛之亂。李施愛殺死兵馬節度使康孝文，奪取了兵符，誣告康孝文聯合朝中的申叔舟謀反，因此申叔舟一家都被逮捕審問。世祖任命同知中樞府事魚世恭為咸吉道觀察使，又遣使前去拘拿申㴐到義禁府。不過使者還未至，李施愛的叛軍便包圍了府邸，假借世祖的密旨，將申㴐殺死。
申㴐有二子：申用灌、申用漑。其中申用漑後來官至左議政。
1471年（成宗二年），朝鮮成宗追錄他為敵愾功臣三等，司憲府掌令洪貴達、司諫院獻納崔漢禎認為申㴐「雖死於賊，無毫末敵愾之勞，而記其功」，請求收回成命。於成宗收回這個封號，改為追贈崇祿大夫、議政府左贊成兼吏曹判書、行嘉善大夫、咸吉道觀察使兼咸興府尹。中宗年間，又追贈大匡輔國崇祿大夫、議政府領議政的官職。

## 家族
- 父：申叔舟
- 母：茂松尹氏（尹景淵之女）

- 同胞兄弟：
  - 兄：申澍
  - 弟：申澯
  - 弟：申瀞
  - 弟：申浚
  - 弟：申溥
  - 弟：申泂
  - 弟：申泌

- 妻：武靈丁氏
- 子：
  - 長子：申用灌
  - 次子：申用漑

## 相關影視作品及飾演者
- 《公主的男人》，KBS，2011年，演員：宋鍾鎬
- 《仁粹大妃》，JTBS，2011年—2012年，演員：박용연